# آورو وولکان ایکس‌ام۶۵۵
آورو وولکان ایکس‌ام۶۵۵ (به انگلیسی: Avro Vulcan XM655) یک هواپیمای ساختِ کارخانهٔ آورو در کشور بریتانیا است. این هواپیما در ۱۹۶۴ میلادی نخستین پرواز خود را انجام داد.